# Dosadašnje inačice sustava Androida
Android je operacijski sustav američke tvrtke Google za pametne telefone, tablete, pametne televizore, aute i pametne satove prvi puta objavljen 2008. godine.

## Popis inačica
| Službeno ime               | Inačica       | Kodno ime            | Datum izlaska       | Razina API-ja |
| -------------------------- | ------------- | -------------------- | ------------------- | ------------- |
|                            | Beta          |                      | 5. studenoga 2007.  |               |
| Android 1.0                | 1.0           |                      | 23. rujna 2008.     | 1             |
| Android 1.1                | 1.1           | Petit Four           | 9. veljače 2009.    | 2             |
| Android Cupcake            | 1.5           | Cupcake              | 30. travnja 2009.   | 3             |
| Android Donut              | 1.6           | Donut                | 15. rujna 2009.     | 4             |
| Android Eclair             | 2.0           | Eclair               | 27. listopada 2009. | 5             |
| Android Eclair             | 2.0.1         | Eclair               | 3. prosinca 2009.   | 6             |
| Android Eclair             | 2.1           | Eclair               | 11. siječnja 2010.  | 7             |
| Android Froyo              | 2.2 – 2.2.3   | Froyo                | 20. svibnja 2010.   | 8             |
| Android Gingerbread        | 2.3 – 2.3.2   | Gingerbread          | 6. prosinca 2010.   | 9             |
| Android Gingerbread        | 2.3.3 – 2.3.7 | Gingerbread          | 9. veljače 2011.    | 10            |
| Android Honeycomb          | 3.0           | Honeycomb            | 22. veljače 2011.   | 11            |
| Android Honeycomb          | 3.1           | Honeycomb            | 10. svibnja 2011.   | 12            |
| Android Honeycomb          | 3.2 – 3.2.6   | Honeycomb            | 15. srpnja 2011.    | 13            |
| Android Ice Cream Sandwich | 4.0. – 4.0.2  | Ice Cream Sandwich   | 18. listopada 2011. | 14            |
| Android Ice Cream Sandwich | 4.0.3 – 4.0.4 | Ice Cream Sandwich   | 16. prosinca 2011.  | 15            |
| Android Jelly Bean         | 4.1 – 4.1.2   | Jelly Bean           | 9. srpnja 2012.     | 16            |
| Android Jelly Bean         | 4.2 – 4.2.2   | Jelly Bean           | 13. studenog 2012.  | 17            |
| Android Jelly Bean         | 4.3 – 4.3.1   | Jelly Bean           | 24. srpnja 2013.    | 18            |
| Android KitKat             | 4.4 – 4.4.4   | Key Lime Pie         | 31. listopada 2013. | 19            |
| Android KitKat             | 4.4W – 4.4W.2 | Key Lime Pie         | 25. lipnja 2014.    | 20            |
| Android Lollipop           | 5.0 – 5.0.2   | Lemon Meringue Pie   | 4. studenog 2014.   | 21            |
| Android Lollipop           | 5.1 – 5.1.1   | Lemon Meringue Pie   | 2. ožujka 2015.     | 22            |
| Android Marshmallow        | 6.0 – 6.0.1   | Macadamia Nut Cookie | 2. listopada 2015.  | 23            |
| Android Nougat             | 7.0           | New York Cheesecake  | 22. kolovoza 2016.  | 24            |
| Android Nougat             | 7.1 – 7.1.2   | New York Cheesecake  | 4. listopada 2016.  | 25            |
| Android Oreo               | 8.0           | Oatmeal Cookie       | 21. kolovoza 2017.  | 26            |
| Android Oreo               | 8.1           | Oatmeal Cookie       | 5. prosinca 2017.   | 27            |
| Android Pie                | 9             | Pistachio Ice Cream  | 6. kolovoza 2018.   | 28            |
| Android 10                 | 10            | Quince Tart          | 3. rujna 2019.      | 29            |
| Android 11                 | 11            | Red Velvet Cake      | 8. rujna 2020.      | 30            |
| Android 12                 | 12            | Snow Cone            | 4. listopada 2021.  | 31            |
| Android 12L                | 12.1          | Snow Cone v2         | 7. ožujka 2022.     | 32            |
| Android 13                 | 13            | Tiramisu             | 15. kolovoza 2022.  | 33            |
| Android 14                 | 14            | Upside Down Cake     | 4. listopada 2023.  | 34            |

### Android 1.0/1.1
Android se na tržištu pojavio krajem 2008. godine u 1.0 verziji na uređaju T-Mobile G1 tajvanskog proizvođača pametnih telefona HTC. Najvažnije značajke bile su podrška za sinkronizaciju s Googleovim servisima Gmail, Google Maps, Google Talk, YouTube...; trgovina aplikacija Android Market, web preglednik, podrška za protokole e-pošte (POP3, IMAP4, SMTP), WiFi, Bluetooth, glasovno biranje i druge. Pet mjeseci kasnije predstavljena je inačica 1.1 koja je donijela poboljšanja aplikacije Google Maps, spremanje priloga iz poruka te nadogradnju glasovnog biranja.

### Android 1.5 Cupcake
U travnju 2009. godine izlazi inačica kodnog imena Cupcake koja je bazirana na Linux kernelu 2.6.27. Po prvi puta spominju se minijaturne aplikacije (widgeti) koje mogu biti integrirane u drugim aplikacijama (npr. na početnom zaslonu – prikaz analognog sata, kalendara, tražilice...). Dodana je mogućnost snimanja videozapisa te njihova reprodukcija putem aplikacije Galerija, kao i postavljanje istih na YouTube, podrška za virtualne tipkovnice vanjskih programera, omogućene funkcije kopiranja i lijepljenja u web pregledniku i prikazivanje slike kontakata.

### Android 1.6 Donut
U rujnu 2009. godine na tržište dolazi inačica 1.6 (Donut) bazirana na kernelu 2.6.29, a od promjena treba izdvojiti lakšu pretragu Android Marketa, mogućnost izgovaranja napisanog teksta (eng. Text-to-speech), višestruki odabir fotografija unutar galerije, poboljšana podrška za CDMA/EVDO, 802.1x i VPN, te podrška za WVGA (eng. Wide Video Graphics Array). Omogućena je i besplatna navigacija.

### Android 2.0/2.1 Eclair
Pomak iz inačice 1 u inačicu 2 dogodio se 26. listopada 2009. godine kada je izdan Android 2.0 pod nazivom Eclair. Temeljen je na istom Linuxovom kernelu kao i prijašnja inačica, a poboljšanja su vidljiva u novim mogućnostima sinkroniziranja kontakata preko višestrukih korisničkih računa. Dodana je mogućnost prikaza poruka iz različitih pretinaca e-pošte na istom pogledu. Uvedene su mogućnosti automatskog brisanja SMS i MMS poruka zbog dostizanja memorijskog ograničenja, kao i napredna pretraga spremljenih poruka. U web pregledniku započeta je integracija podrške za HTML5 standard te mogućnost povećanja sadržaja dvostrukim dodirom ekrana. Izvršena je i dodatna optimizacija hardvera. U prosincu na tržište izlazi Android 2.0.1, a već 12. siječnja 2010. godine izlazi Android 2.1 gdje se osim nadogradnje API-ja ne spominju bitnije razlike u odnosu na inačicu 2.0.

### Android 2.2 Froyo
U svibnju 2010. godine izlazi Android Froyo s poboljšanim performansama u vidu brzine sustava i korištenja memorije uređaja. Android 2.2 temelji se na kernelu 2.6.32. Froyo po prvi puta omogućuje USB tethering, odnosno spajanje računala na internet putem mobilnog uređaja preko USB kabela, te WiFi hotspot, odnosno ponašanje mobilnog uređaja kao pristupne točke za bežični internet. U web preglednik integrirana je podrška za V8 JavaScript i za Adobe Flash, Android Market omogućuje automatsku nadogradnju aplikacija koje se po prvi puta mogu instalirati na vanjsku memoriju, odnosno memorijsku karticu. Za programere bitna novost je mogućnost primanja obavijesti od korisnika o smrzavanju ili rušenju same aplikacije putem izvještaja o pogrešci (eng. Error report). Za virtualne tipkovnice uvedena je mogućnost brze izmjene jezika pisanja na način da se prstom prođe preko razmaknice, što olakšava pisanje poruka na više jezika.

### Android 2.3 Gingerbread
Krajem 2010. godine, Google predstavlja svoj novi pametni telefon naziva Nexus S koji prvi koristi Android 2.3 kodnog imena Gingerbread. U ovoj inačici dolazi do malih promjena u samom korisničkom sučelju te je ugrađena podrška za WXGA (Wide eXtended Graphics Array), odnosno za ekrane rezolucije od 1280x720 do 1336x768 točaka. Poboljšane su i metode unosa teksta kroz povećanje preciznosti virtualnih tipkovnica, a označavanje teksta je omogućeno jednim dodirom ekrana. Dodana je podrška za nove senzore poput žiroskopa i barometra. U novijim uređajima datotečni sustav više nije YAFFS (Yet Another Flash File System) već se počinje koristiti ext4 (fourth extended filesystem). Android 2.3.4, baziran na kernelu 2.6.36 uvodi mogućnost korištenja usluga videopoziva i razgovora putem Google Talk aplikacije.

### Android 3.x Honeycomb
Inačicom 3.0, početkom 2011. godine, Android ulazi na tržište tablet računala. Ova inačica namijenjena je samo za tablet uređaje, zbog čega nije bio dostupan izvorni kôd ove inačice. Prvi uređaj koji je imao ugrađeni Android 3.0 bio je Motorolin Xoom koji je izašao samo dva dana nakon službenog izlaska Honeycomba. Za potrebe ove inačice prilagođena je tipkovnica, traka s obavijestima spuštena je na dno ekrana, uveden je dvostupčani pogled na kontakte te su podržani višejezgreni procesori. Tijekom godine izdane su još dvije inačice. Android 3.1 koji nudi mogućnost promjene veličina ikona na zaslonu, podršku za vanjske uređaje poput tipkovnice, miša, igračih palica i slično. Poboljšan je i rad WiFi prijemnika. Android 3.2 je najnovija inačica Honeycomba izašla 15. srpnja 2011. godine koja je dodatno optimizirala rad hardverskih komponenti i olakšala pristup sadržaju na SD kartici kod sinkronizacije podataka.

### Android 4.0.x Ice Cream Sandwich
Krajem 2011. godine izašla je inačica Androida namijenjena svim vrstama uređaja. Pošto se radi o spoju posljednje inačice za pametne telefone i inačice za tablet računala, nazvana je Ice Cream Sandvich. Androidov inženjer Mike Claren proglasio ju je najambicioznijom inačicom do sada. Ice Cream Sandwich donosi bolju integraciju s društvenim mrežama, poboljšanje Galerije, nove načine snimanja u aplikaciji Fotoaparat, podršku za NFC i Wi-Fi Direct, mogućnost prepoznavanja lica, enkripciju uređaja, itd.

### Android 4.1.x - 4.3.x Jelly Bean
Android 4.1 Jelly Bean predstavljen je 27. srpnja 2012. na Googleovoj konferenciji I/O. Ova inačica je nadogradnja Androida 4.0.x Ice Cream Sandwicha. Osnova mu je Linuxova jezgra inačice 3.1.10 Od novih mogućnosti najbitniji je Project Butter kojime se sučelje fiksira na 60 sličica u sekundi kako bi prikaz bio što fluidniji. Uvedeno je i dosad najnaprednije glasovno upravljanje na Android uređajima. Zadani preglednik zamijenjen je preglednikom Google Chrome. Prvi uređaj koji je dobio Jelly Bean je Google ASUS Nexus 7.

### Android 4.4.x KitKat
Inačica Androida 4.4 Kitkat predstavljena je 3. rujna 2014. Inačica je usredotočena na optimizaciju operacijskog sustava radi poboljšanja performansi na uređajima s prijelaznim razinama s ograničenim resursima. Inačica podržava i mogućnost dodavanja senzora, detekciju koraka i API brojače. KitKat također podržava uporabu virtualnih bankarskih kartica (za mobilno plaćanje).

### Android 5.x Lollipop
Android 5.0 Lollipop predstavljen je 25. lipnja 2014. godine tijekom konferencije Google I/O, a dostupan je kao nadogradnja za pojedine uređaje Nexus i Google Play edition serije od 12. studenog 2014. Glavna odlika je u potpunosti redizajnirano sučelje u odnosu na prijašnje verzije, a koje prati dizajnersku filozofiju naziva material design čije su glavne odlike minimalizam, snažne boje i racionalno korištenje korisničkog sučelja uz naglasak na fluidnost i animacije. Ostale vizualne promjene vezane su uz sustav obavijesti koji je znatno nadograđen. Google je napravio promjene same strukture operacijskog sustava, zamijenivši Dalvik ART-om. Lollipop je također prva inačica Androida koja podržava 64-bitnu arhitekturu procesora i aplikacija, što je revolucionaran korak za cijeli Android sustav.
Android 5.1 Lollipop predstavljen je 9. ožujka 2015.

### Android 6.0/6.0.1 Marshmallow
Inačica Androida Marshmallow objavljena je 5. listopada 2015. Ova verzija pruža razne mogućnosti korisnicima,  kao što je pretraživanje ključnih riječi u aplikaciji, značajka „Android doze“ koja smanjuje brzinu procesora dok je zaslon isključen te tako produljuje životni vijek baterije, traka za pretraživanje aplikacija i favorita, MIDI podrška za glazbene instrumente, promjena načina rada "Prioritet" na način rada "Ne ometaj", i drugi. Poboljšana verzija, 6.0.1 pruža mogućnosti kao što su uključivanje fotoaparata duplim pritiskom tipke za otključavanje te opis za USB veze.

### Android 7.0/7.1.x Nougat
Nova inačica Androida, 7.0 Nougat, objavljena je 22. kolovoza 2016. godine. Dodane su nove funkcije, kao što je mogućnost prebacivanja aplikacija dvostrukim pritiskom na tipku za pregled, hitne informacije, tipka „Obriši sve“ na zaslonu pregleda otvorenih aplikacija, poboljšanja preglednika datoteka, opcija „brze postavke“, itd. Od 22. studenog 2016. godine dostupna je inačica Androida Nougat 7.1 kod koje je preuređen centar obavijesti, dodane geste za senzor otiska prsta i drugo. Nakon inačice 7.1 izdane su inačice 7.1.1 i 7.1.2. Dodan je novi set emotikona, mogućnost slanja GIFova sa zadane tipkovnice i sl. U opcijama za razvojne programere uklonjena je značajka prikaza korištenja CPU-a. Posljednja inačica uvela je upozorenje o uporabi baterije.

### Android 8.0/8.1 Oreo
Inačica 8.0 objavljena je 21. kolovoza 2017. godine. U inačici 8.0 uveden je „Project Treble“ – modularna arhitektura koja olakšava i ubrzava isporuku ažuriranja sustava korisnicima Android uređaja. Uz to, redizajnirane su brze postavke, ikone su prilagodljive, omogućena je odgoda obavijesti, 2 puta brže vrijeme podizanja sustava, preuzimanje fontova. Verzija 8.0 podržava još i integriranu podršku, mnogo veći raspon boja za aplikacije, itd. Androida 8.1 objavljen je 5. prosinca 2017. U toj inačici dodane su nove mogućnosti kao što zatamnjenje tipaka za navigaciju kada nisu u uporabi, automatska izmjena svijetle i tamne teme i izmjene ponekih emotikona.

### Android 9.0 Pie
Deveta glavna inačica Androida najavljena je 7. ožujka 2018., a izdana 6. kolovoza 2018. godine. Uz nove sigurnosne značajke i poboljšanja performansi, Android Pie donosi i novi sustav navigacije sučeljem, novi sustav upravljanja baterijom, prečace na radnje unutar aplikacija, podršku za izreske ekrana (eng. notch), itd.

### Android 10.0 Q
Android 10.0 Q deseta je glavna inačica Googleovog operacijskog sustava Android. Deseta inačica Androida najavljena je 8. ožujka 2019., a testna inačica izdana je 11. ožujka 2019. godine.